# Tommy Forss
Leif Tommy Forss, född den 1 april 1943 i Lund, död den 26 augusti 2002 i Falun, var en svensk museiman. Han var far till Cecilia von der Esch.
Forss avlade studentexamen 1963 och var student vid Lunds universitet 1964–1967. Han vikarierade som läroverkslärare i Eslöv 1967–1968, varefter han började sin framtida bana som amanuens vid Kulturhistoriska museet i Lund 1968–1969 och tillförordnad museilektor där 1969–1970. 
Forss var museichef vid Stora Kopparbergs museum 1970–1982 och från 1984, informationsdirektör inom Stora Kopparbergs Bergslagsaktiebolag 1982–1984 och verkställande direktör för stiftelsen Falu koppargruva 1976–2000. Han var styrelseordförande i Gefle-Dala jernvägsförening 1976–1981, i Humanistiska föreningen i Falun 1985–1999, styrelseledamot i Falun folkmusikfestival 1989–1994, i Svenska humanistiska förbundet från 1997, i stiftelsen Danielsgården i Bingsjö från 1999 och i stiftelsen Wij valsverk i Ockelbo från 1999. 
Forss publicerade Korså bruk i ord och bild (1977), På velociped genom seklerna (1980), Falu gruva – Rikets skattkammare (1988), Stora stöten (1990), Krönikan (1990), Die grosse Pinge (1909), Falun Mine (1990), Chronicles (1991) och Jahresringe (1991). Han skrev vidare uppsatser och artiklar inom industri- och teknikhistoria, konst- och kulturhistoria, program för Utbildningsradion och Sveriges Television, kammarspel, barnmusikal och tidningskrönikor med mera. Forss medverkade i radioprogrammet Sommar 1984.
Han tilldelades Hans Majestät Konungens medalj i åttonde storleken i Serafimerordens band för sina mångåriga insatser för Falu gruva 2002. 
Forss vilar på Norslunds kyrkogård.